# Joseph-Jean-Félix Aubert
Cet article concerne le peintre né en 1849 et mort en 1924. Pour les personnalités homonymes, voir Joseph Désiré Aubert et Aubert.
Joseph Aubert, ou de son nom complet, Joseph-Jean-Félix Aubert, né le 20 août 1849 à Nantes (Loire-Atlantique) et mort le 23 mai 1924 aux Fontenelles (Doubs), est un peintre français.

## Biographie
Joseph Aubert épouse la fille du mathématicien Jean-Claude Bouquet en 1872.
En 1873, il est admis à l'École des beaux-arts de Paris dans l'atelier d'Alexandre Cabanel. Il se spécialise dans la peinture religieuse et la conception de vitraux.
Il a notamment décoré de peintures murales les églises Notre-Dame des Champs à Paris et Notre-Dame de Besançon.
Il acquit en 1898 le domaine de l'Ermitage à Mancenans-Lizerne dans le Doubs où il venait se reposer chaque été. Il y tenait également un atelier.

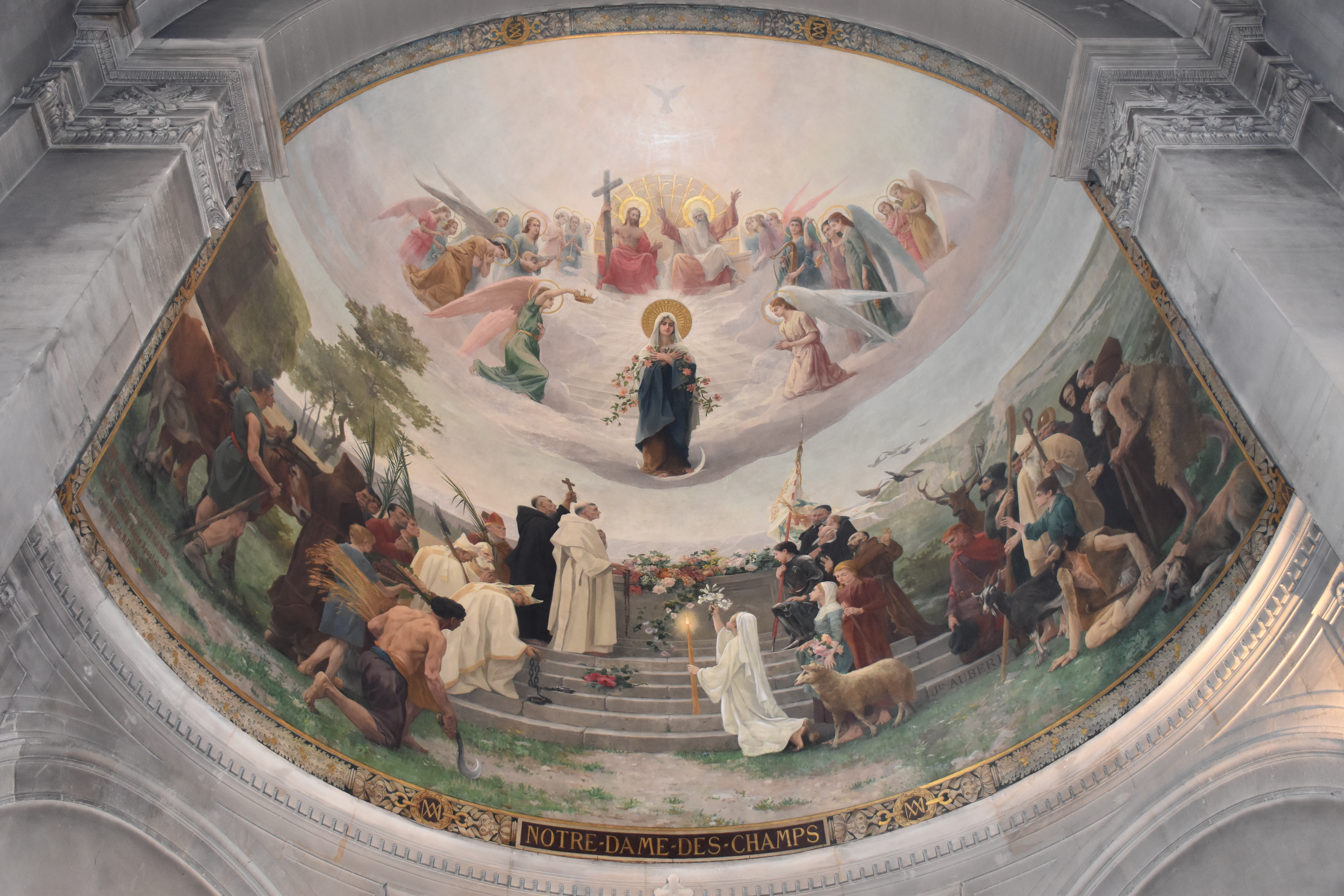
Notre-Dame-des-Champs (1899-1891), Paris, église Notre-Dame-des-Champs.

## Collections publiques

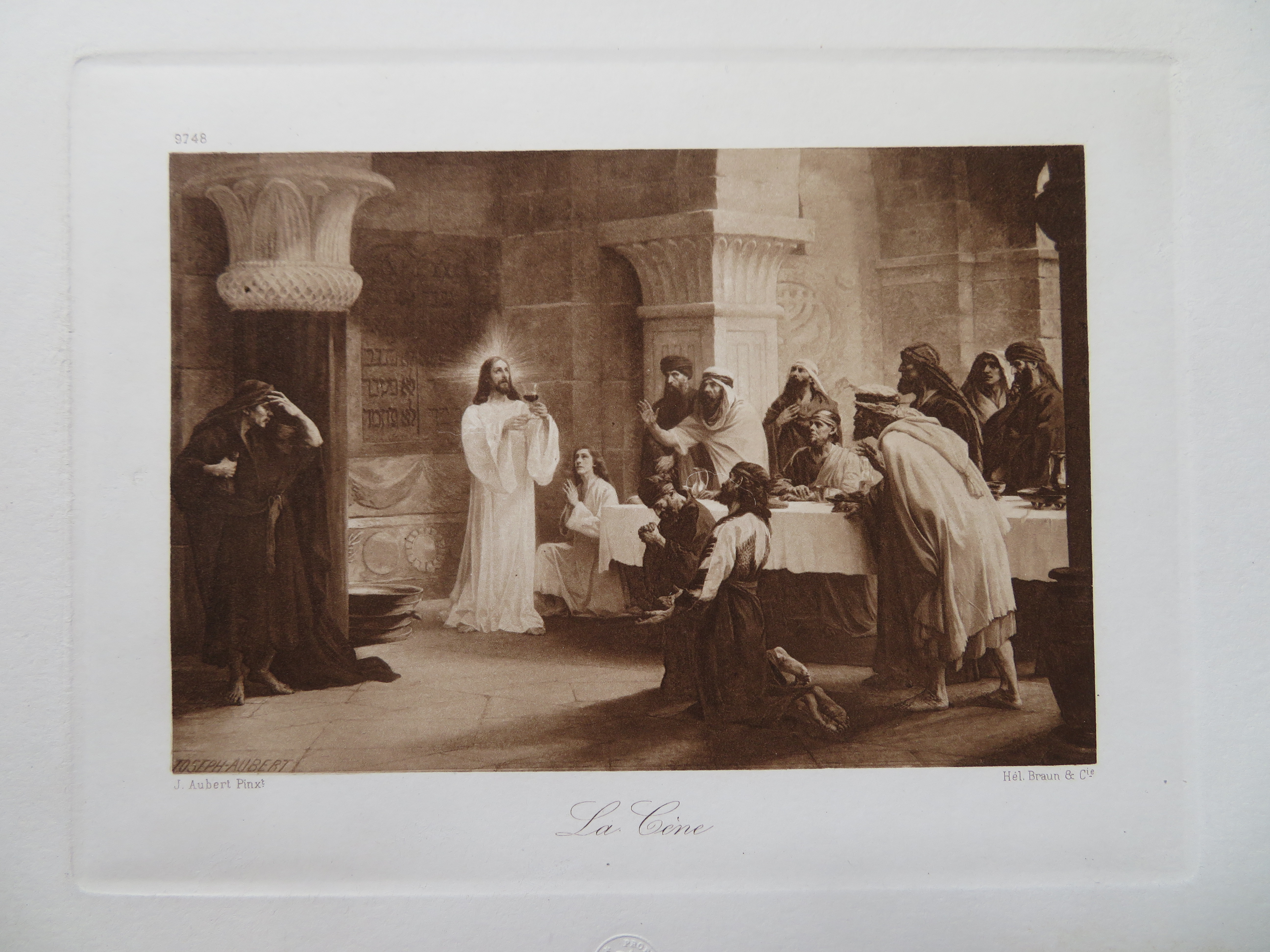
La Cène, héliogravue de Braun & Cie d'après le tableau de Joseph Aubert.
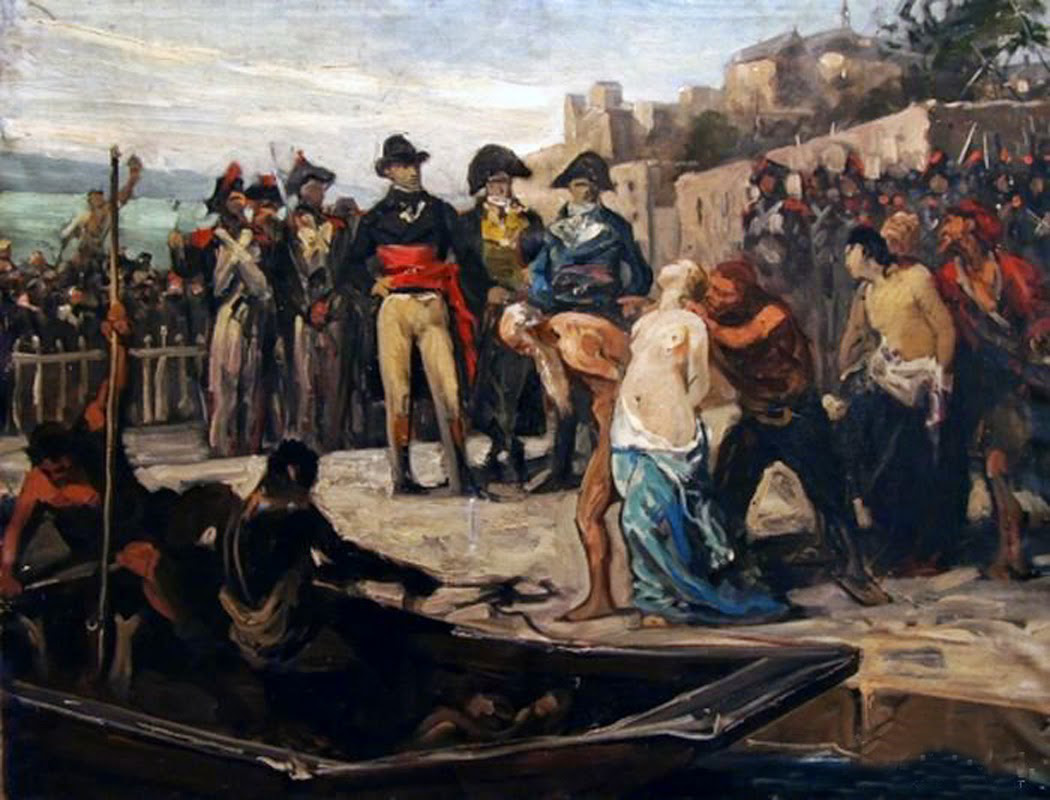
Joseph Aubert, Les noyades de Nantes en 1793, 1882 (collection du musée d'art et d'histoire de Cholet).

- Charenton-le-Pont, église paroissiale Saint-Pierre[6] :
  - La Multiplication des pains, 1917, huile sur toile marouflée
  - La Remise des clefs à saint Pierre, 1917, huile sur toile marouflée
- Musée d'art et d'histoire de Cholet : Les Noyades de Nantes en 1793, Salon de 1882, huile sur toile, étude
- Musée des beaux-arts de Nantes : Les Noyades de Nantes en 1793, Salon de 1882, huile sur toile[7]
- Paris, église Notre-Dame-des-Champs : Les vingt deux panneaux, huiles sur toile marouflées, situés au deuxième niveau de l'élévation dans la nef et le chœur ont été peints entre 1891 et 1907 et représentent la vie de la Vierge Marie. Aubert, riche de ses voyages en Égypte et en Terre-Sainte, s'est efforcé de renouveler ce sujet déjà traité par de nombreux peintres avec les scènes suivantes :

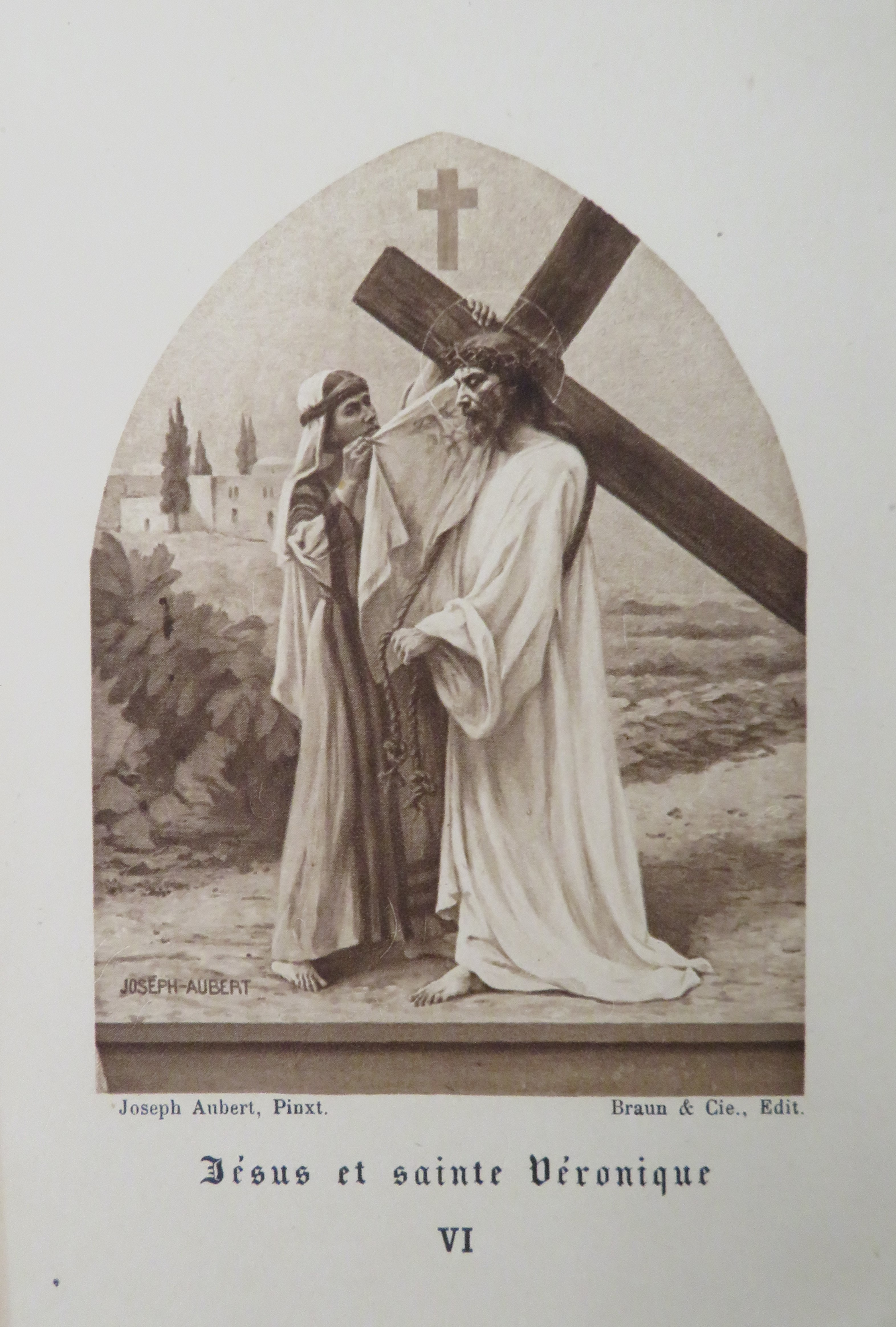
Jésus et sainte Véronique, photogravure d’après le tableau de Joseph Aubert publié par Braun et Cie.

  - Jésus et sainte Véronique, photogravure d’après le tableau de Joseph Aubert publié par Braun et Cie.Naissance de Marie (intérieur d'une maison de Jérusalem)
  - Marie instruite par sa mère (la fontaine de Siloé)
  - Marie présentée au Temple (Temple de Jérusalem, d'après Edfou)
  - Marie fiancée à Joseph (cour intérieure d'une maison de Nazareth)
  - Marie saluée par l'ange Gabriel
  - Marie visite Élisabeth (maison à Siloé)
  - Marie cherche un gîte à Bethléem
  - Marie à la crèche (grotte sous la colline de Bethléem)
  - Marie purifiée au Temple (décor pharaonique)
  - Marie fuit en Égypte (la vallée des Rois, à l'Orient de Thèbes)
  - Marie se repose en Égypte (les grandes pyramides de Gizeh)
  - Marie à la fontaine (fontaine de Nazareth)
  - Marie à Nazareth
  - Marie près de Joseph mourant
  - Marie au pied de la croix
  - Marie revient du Calvaire (une cour d'une maison en contrebas)
  - Marie reçoit le corps de Jésus
  - Marie au Cénacle (décor emprunté à l'ancien Temple)
  - Marie voit Jésus ressuscité (le champ Haceldama)
  - Marie reçoit l'Eucharistie (un abri pour les voyageurs)
  - Marie rend le dernier soupir
  - Marie monte au ciel (le mont des Oliviers et la vallée du Jourdain)

- Paris, église Saint-Honoré-d'Eylau (église nouvelle): tableaux du Chemin de Croix, 1923
- Besançon, église paroissiale Notre-Dame : toiles marouflées.
- Paris, département des Arts graphiques du musée du Louvre : 
  - Saint François Régis soignant un malade, crayon noir[8]
  - Fillette assise, tenant la main d'un second personnage, 1899, dessin[9]